# لیلیانا ویمر
لیلیانا ویمر (اسپانیایی: Liliana Weimer‎؛ ۱۳ اوت ۱۹۵۵) بازیگر اهل آرژانتین است.
از فیلم‌هایی که وی در آن‌ها نقش داشته‌است، می‌توان به قصه‌های وحشی اشاره نمود.